# Победа (партия)
Победа (исп. Victoria) — политическая партия Гватемалы.

## История
Партия была основана в 2008 году. Она участвовала во всеобщих выборах 2011 года, хотя и не выдвигала кандидата в президенты. В том же году на выборах в Конгресс партия получила 1,6% голосов, заняв одно из 158 мест. На выборах 2019 года она выдвинула кандидатуру бывшего мэра Миско Амилькара Ривера в качестве кандидата в президенты и Эрико Кана в качестве кандидата в вице-президенты. Ривера предлагал осудить Пакт Сан-Хосе чтобы применить смертную казнь в стране, а также запросить ещё одно продление мандата Международная комиссия по борьбе с безнаказанностью в Гватемале. Ривера занял одиннадцатое место с 2,5% голосов. Он также получил четыре депутатских мандата из 160 в Конгрессе Гватемалы.